# Atriplex cryptocarpa
Atriplex cryptocarpa là loài thực vật có hoa thuộc họ Dền. Loài này được Aellen mô tả khoa học đầu tiên năm 1940.